# Corno (simbolo)
Fin dalla preistoria, il corno appare associato alla divinità, sia come raffigurazione, sia come offerta sacra.
I più antichi esempi si trovano nei villaggi palafitticoli della Svizzera e nel villaggio neolitico di Lengyel in Ungheria, graffiti sui dolmen della Bretagna (come per esempio il Dolmen de Mané-Kerioned nel Morbihan), nelle Incisioni rupestri della Valcamonica e del Monte Bego.

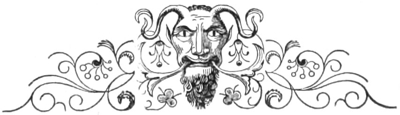
Figura mitologica con corna e barba.

Tale simbolismo si trova anche al di fuori dell'Europa: in Egitto le corna di capra indicano valore e dignità, le corna della corona del faraone sono il simbolo del dio Khnum, la dea Hathor è fornita di corna di vacca.
Associazioni fra le corna e la divinità si trovano inoltre a Creta (corna del toro divino), a Canaan (le corna di Ashtoreth Qarnaim, cioè Ashtoret dalle due corna), a Byblos (dove Ishtar è fornita di corna di vacca, come Hathor).

## Interpretazione di Guénon
Secondo René Guénon la parola cornus sarebbe connessa con l'appellativo Karneios di Apollo e con il nome del dio Kronos, attraverso una radice KRN che avrebbe il significato di "potenza". Tale significato sarebbe dedotto dalla valenza delle due divinità prese in esame: Kronos è il dio del cielo più elevato nella tradizione astrologica (corrispondente al Satya Loka della tradizione induista) e il suo corrispondente romano Saturno è il sovrano dell'età dell'oro (il Satya Yuga dell'induismo); Karneios invece sarebbe il dio del Karn, cioè del "luogo elevato" (il cairn nelle lingue celtiche è il mucchio di pietre che indicano un tumulo).
Kronos e chronos non sono dunque da confondere, poiché i due nomi hanno radici differenti. L'assimilazione dei due termini da parte dei Greci a partire da una certa epoca storica è dovuta ad un errore di incomprensione. Ciò deriverebbe da una perdita di certe conoscenze più antiche, che distinguevano nettamente i due nomi, sia per origine sia per significato.
Secondo Guénon il simbolo delle corna di ariete ha una valenza solare, quello delle corna di toro ha invece una valenza lunare (quest'ultimo in qualche modo confermato anche dalla forma stessa delle corna di toro).
Si trova nell'Apocalisse, dove vengono citate due figure cornute di potenza assoluta e opposta l'Agnello e la Bestia; Alessandro Magno nella tradizione araba viene chiamato al-Iskandar dhul-qarnaim, cioè Alessandro "dalle due corna", che secondo Guénon viene inteso come simbolo del suo duplice potere su Oriente e Occidente, ma anche come riferimento alla sua autoproclamata discendenza dal dio Ammone, la cui raffigurazione era caratterizzata dalle corna d'ariete.